# Jim Stewart
Pour les articles homonymes, voir Jim Stewart (homonymie) et Stewart.
Jim Stewart (né le 9 mars 1954 à Kilwinning, North Ayrshire, Écosse) est un joueur de football (gardien de but) international écossais reconverti comme entraîneur de gardien.

## Carrière en club
Sa carrière s'est principalement déroulé dans les clubs écossais de Kilmarnock et des Rangers FC et par une expérience en Angleterre à Middlesbrough.

## Carrière d'entraîneur
Il s'est brillamment reconverti dans un poste d'entraîneur de gardiens, qu'il occupe actuellement aux Rangers FC et en équipe d'Écosse.

## Carrière internationale
Durant sa carrière, il connaît deux sélections avec l'Écosse. Il fait partie de l'équipe d'Écosse participant à la Coupe du monde de 1974, en tant que troisième gardien (portant le numéro 13), mais ne prendra part à aucun des matchs de celle-ci durant la compétition.

### Détail des sélections
| Sélection | Date            | Lieu                                    | Compétition                  | Résultat | Adversaire | Titulaire/Remplaçant      | Maillot n° |
| --------- | --------------- | --------------------------------------- | ---------------------------- | -------- | ---------- | ------------------------- | ---------- |
| 1re       | 15 juin 1977    | Estadio Nacional de Chile, Ñuñoa, Chili | Match amical                 | V 4-2    | Chili      | remplace Alan Rough (46e) | 12         |
| 2e        | 25 octobre 1978 | Hampden Park, Glasgow, Écosse           | Éliminatoires de l'Euro 1980 | V 3-2    | Norvège    | Titulaire                 | 1          |

## Palmarès
- avec les Rangers FC :
  - Coupe d'Écosse : 1 (1980-1981)
  - Coupe de la Ligue écossaise : 1 (1981-1982)

## Vie privée
Son fils, Colin Stewart, est aussi devenu gardien de but, et a aussi occupé ce poste à Kilmarnock. Sa belle-fille est Julie Fleeting, joueuse de football qui est la recordwoman du nombre de buts en équipe d'Écosse de football féminin.